# Corcoran Gallery of Art
La Corcoran Gallery of Art era una galleria d'arte di Washington negli Stati Uniti d'America, dedicata principalmente all'arte americana.
Dopo decenni di problemi finanziari, nel 2014 la Corcoran ha annunciato la firma di uno storico accordo per la cessione della sua collezione alla National Gallery of Art;
inoltre l'affiliato Corcoran College of Art and Design è stato assorbito dalla George Washington University.
Fondata nel 1869 da William Wilson Corcoran, era la galleria d'arte non federale più antica e più grande del Distretto di Columbia e una delle più antiche istituzioni culturali sostenute privatamente di Washington.
La collezione permanente comprende opere di Rembrandt Peale, Eugène Delacroix, Edgar Degas, Thomas Gainsborough, John Singer Sargent, Claude Monet, Pablo Picasso, Edward Hopper, Willem de Kooning, Joan Mitchell, Gene Davis e molti altri.
Un gruppo di statue eroiche alte 2 metri scolpite in marmo di carrara da Moses Jacob Ezekiel a Roma per William Wilson Corcoran, con a tema artisti famosi furono originariamente commissionate progettate per essere poste al secondo piano della galleria, ma in seguito furono installate al Norfolk Botanical Garden in Virginia.

## Descrizione
La Corcoran School, fondata nel 1878, ospita mostre dei suoi studenti e artisti in visita e offre lauree in Belle Arti, Fotogiornalismo, Interaction Design, Architettura d'interni, ecc. Prima della chiusura della Galleria, era una delle antiche istituzioni culturali private negli Stati Uniti. A partire dal 1890, una scuola museale, in seguito conosciuta come la Corcoran College of Art+Design, coesisteva con la galleria. L'obiettivo principale del museo era Arte americana. Nel 2014, dopo decenni di problemi finanziari e cattiva gestione, il Corcoran è stato sciolto per ordine del tribunale. È stata istituita una nuova organizzazione senza scopo di lucro e la collezione d'arte di Corcoran da 2 miliardi di dollari e 17.000 pezzi sono stati donati gratuitamente alla National Gallery of Art (NGA). Le opere che la NGA non ha aderito sono state donate a istituzioni culturali in tutto Washington, D.C. e in tutti gli Stati Uniti. La Corcoran School of Art and Design è stata donata a George Washington University (GWU) insieme ai 200 milioni di dollari dello storio edificio della 17ª strada e 50 milioni di dollari.

## Storia

### Fondazione

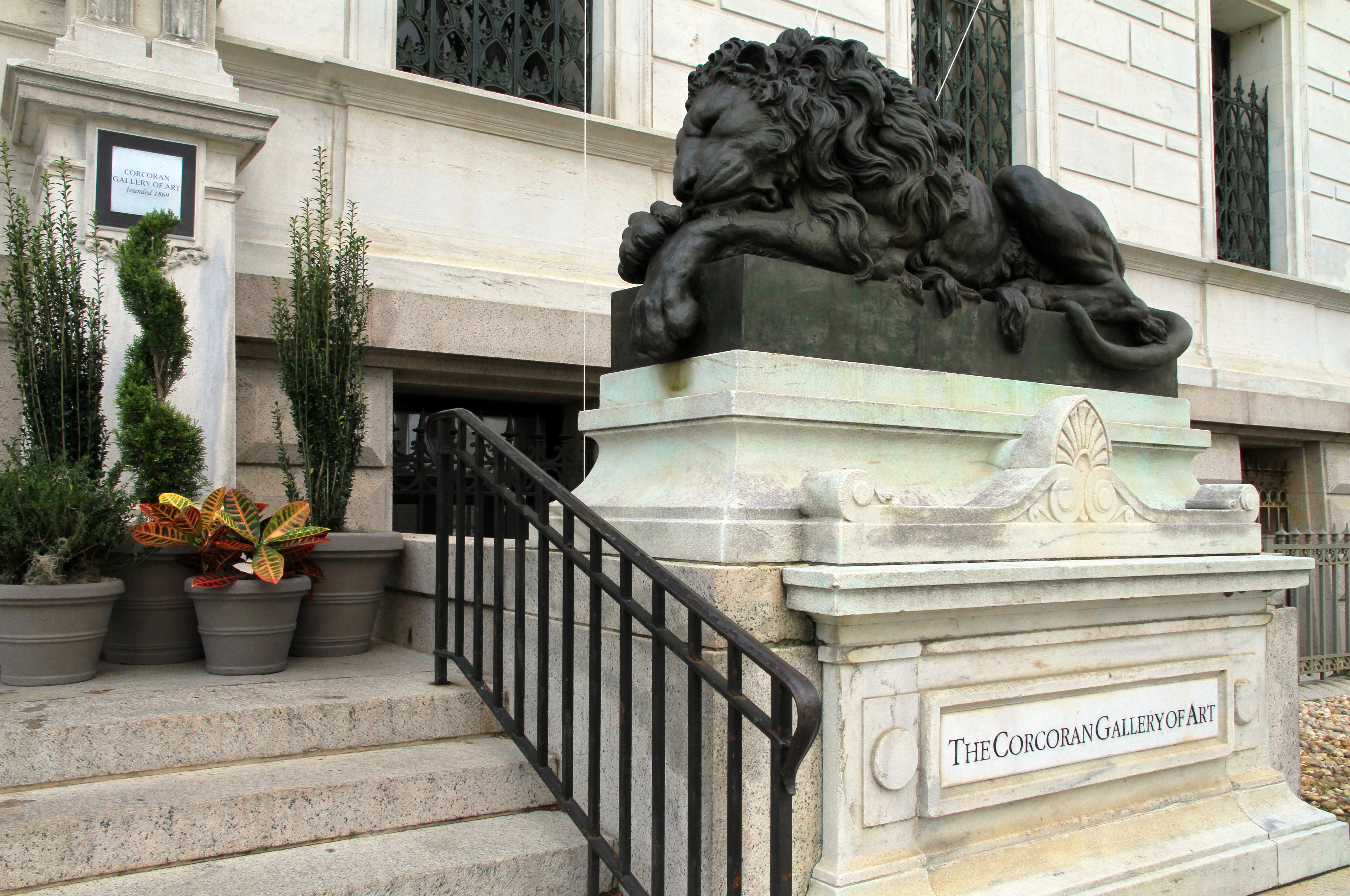
Ingresso della galleria

Quando la galleria fu fondata nel 1869 da William Wilson Corcoran, il cofondatore di Riggs Bank, è stata una delle prime gallerie di belle arti del paese.
Corcoran ha istituito la galleria, sostenuta da una dotazione, «per la creazione perpetua e l'incoraggiamento delle Belle Arti.» Mentre un'istituzione indipendente, il Corcoran era il più antico e più grande museo d'arte non federale nel Distretto di Columbia. La sua missione era «dedicata all'arte e usata esclusivamente con lo scopo di incoraggiare il genio americano.»
La Corcoran Gallery of Art era originariamente situata tra la 17th street e Pennsylvania Avenue, nell'edificio che oggi ospita la Renwick Gallery. La costruzione di quell'edificio iniziò prima della guerra civile e, quasi ultimato, fu utilizzato dal governo come magazzino durante la stessa. Fu infine completato nel 1874, quando la galleria aprì al pubblico.

Nel 1897 la collezione della Corcoran Gallery superò lo spazio disponibile nel suo edificio originale. Fu costruito un nuovo edificio, progettato da Ernest Flagg in stile Beaux-Arts. L'edificio di 12.500 m2 è stato costruito per ospitare una collezione Corcoran ampliata in aggiunta alla scuola nascente, che era stata formalmente fondata nel 1890. Il nuovo edificio presenta una coppia di statue in bronzo all'ingresso. Questi leoni furono acquistati all'asta dalla Corconar Gallery nel 1888 e posti di fronte al museo nella sua posizione originale. Gli iconici fusioni in bronzo furono spostati nella loro posizione attuale nel 1897 quando il museo si trasferì nel suo attuale edificio tra la 17th Street e New York Avenue.

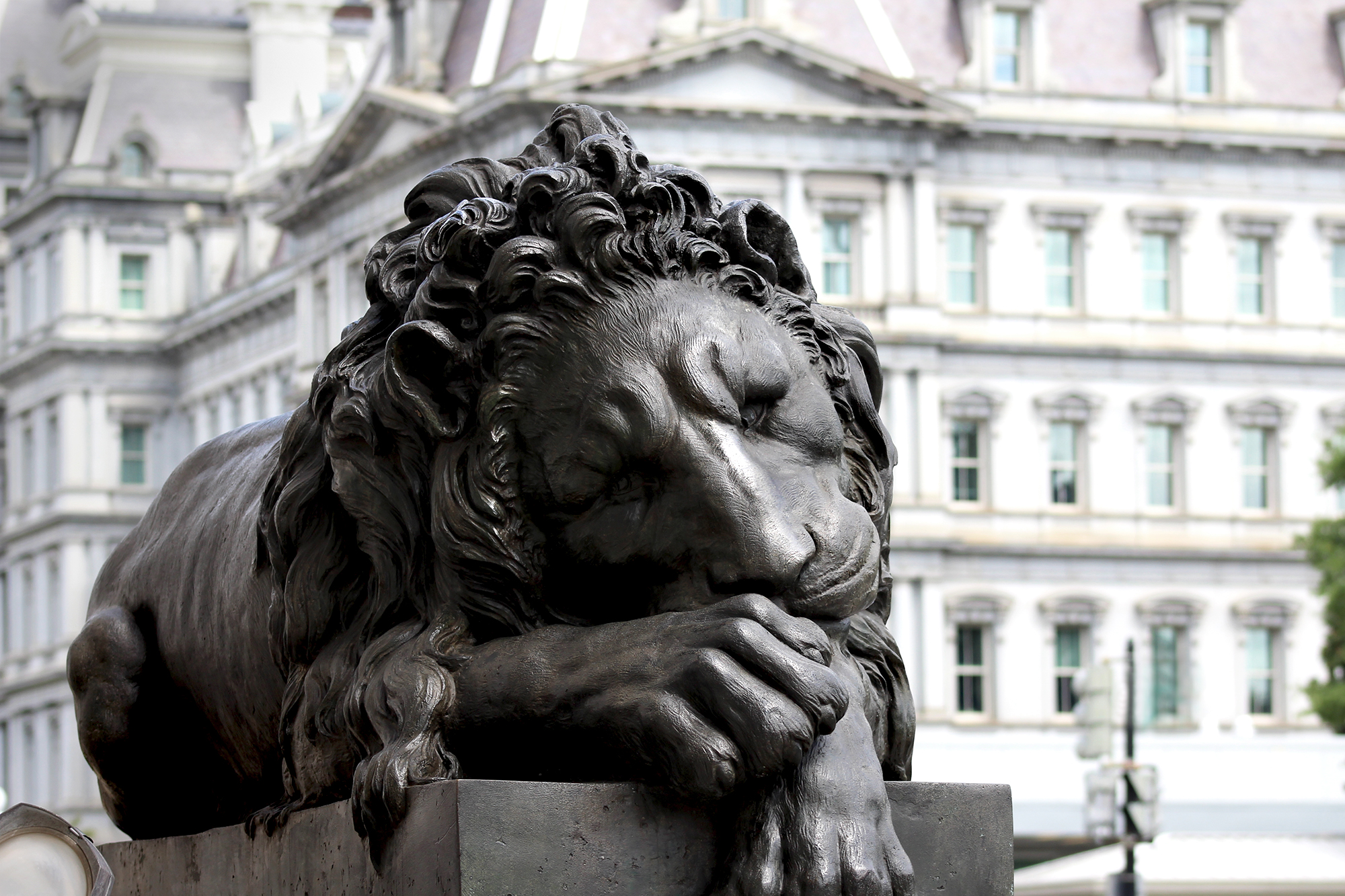
I Canova Lions posti all'ingresso della galleria copie di una scultura realizzata da Antonio Canova.

### Anni di crescita
Nel 1928, la collezione d'arte dell'ex senatore William A. Clark si unì al Corcoran in una nuova ala progettata da Charles Adam Platt e inaugurata dal presidente Calvin Coolidge. Per decenni, la Corcoran ha esaminato la possibilità di aggiungere un'ala finale che avrebbe completato l'impronta del campus. Questi piani si conclusero bruscamente nel 2005 dopo che un'ala progettata da Frank O. Gehry fu demolita a causa della mancanza di fondi, e il resto della proprietà disponibile fu venduta a un imprenditore privato.
Negli anni '50, '60 e '70, la galleria continuò ad esporre la sua collezione principale di Corcoran, Clark e alcuni dei principali donatori. Al suo apice, il museo possedeva una collezione significativa tra cui opere di Rembrandt Peale, Eugène Delacroix, Edgar Degas, Thomas Gainsborough, John Singer Sargent, Claude Monet, Mariano Fortuny, Pablo Picasso, Edward Hopper, Willem de Kooning, Joan Mitchell, Gene Davis e molti altri. Lo spazio è sempre stato una sfida - solo una piccola percentuale della collezione permanente della galleria è stata in grado di essere visualizzata nei confini della galleria della 17ª strada, che ha condiviso la sua circa 140 000 piedi quadri (13 000 m²) con la scuola d'arte.

### Polemica su Mapplethorpe
Nel 1989, la Corcoran Gallery of Art aveva accettato di ospitare una personale itinerante di Robert Mapplethorpe. Mapplethorpe ha deciso di mostrare una nuova serie che aveva esplorato poco prima della sua morte, "Robert Mapplethorpe: The Perfect Moment" a cura di Janet Kardon del Institute of Contemporary Art. Diversi Trustees del Corcoran e U.S. Representatives Dick Armey (TX) e Jesse Helms (NC) furono inorriditi quando le opere furono rivelate loro, e la direttrice del museo, Christina Orr-Cahall, si arrese alle pressioni e cancellò la mostra, che era già stato annunciato ai suoi membri attraverso un invito. La Coalition of Washington Artists ha organizzato una manifestazione per protestare contro la cancellazione della mostra da parte della Corcoran Gallery. Circa 700 persone hanno partecipato alla manifestazione.
Nel giugno 1989 pop artist Lowell Blair Nesbitt fu coinvolto nella controversia sul lavoro di Mapplethorpe. Fu in questo periodo che Nesbitt, un amico di lunga data di Mapplethorpe, rivelò di avere un'eredità di 1,5 milioni di dollari al museo nel suo testamento. Nesbitt promise pubblicamente che se il museo avesse rifiutato di ospitare la mostra, avrebbe revocato la sua eredità. Il Corcoran rifiutò e Nesbitt lasciò il denaro in eredità a Philips Collection.
Dopo che il Corcoran ha cancellato la mostra di Mapplethorpe, i sottoscrittori della mostra sono andati alla no-profit Washington Project for the Arts, which showed the controversial images in its own space from July 21 to August 13, 1989, to large crowds. La legge sugli stanziamenti del 1990 NEA includeva la lingua contro il lavoro "osceno".
A seguito della polemica, più di una dozzina di artisti hanno cancellato le mostre. mentre la regista, Christina Orr-Cahall, si dimette e si trasferisce al Norton Museum of Art.